# Aaron Appindangoyé
Aaron Christopher Billy Ondélé Appindangoyé (ur. 20 lutego 1992 we Franceville) – gaboński piłkarz grający na pozycji środkowego obrońcy. Od 2024 jest zawodnikiem klubu Kocaelispor.

## Kariera klubowa
Swoją karierę piłkarską Appindangoyé rozpoczął w klubie FC 105 Libreville. W sezonie 2009/2010 zadebiutował w jego barwach w gabońskiej ekstraklasie. W 2010 roku przeszedł do klubu CF Mounana. W sezonie 2011/2012 wywalczył z nim mistrzostwo Gabonu. W sezonie 2012/2013 został wicemistrzem kraju oraz zdobył Puchar Gabonu. W sezonie 2013/2014 ponownie wywalczył wicemistrzostwo.
Latem 2014 Appindangoyé przeszedł do portugalskiej Boavisty. W Primeira Liga zadebiutował 8 marca 2015 w wygranym 3:1 domowym meczu z Vitórią SC. W Boaviście grał do końca sezonu 2014/2015.
Latem 2015 Appindangoyé został zawodnikiem francuskiego Evian Thonon Gaillard FC. Swój debiut w Ligue 2 zanotował 29 sierpnia 2015 w przegranym 1:2 wyjazdowym meczu z FC Metz. W sezonie 2016/2017 grał w Stade Lavallois, a latem 2017 trafił do Ümraniyesporu. W latach 2019-2024 był zawodnikiem Sivassporu.W 2024 przeszedł do Kocaelisporu.
| Sezon   | Klub                     | Kraj       | Rozgrywki               | Mecze | Gole |
| ------- | ------------------------ | ---------- | ----------------------- | ----- | ---- |
| 2009/10 | FC 105 Libreville        | Gabon      | Championnat National D1 | ?     | ?    |
| 2010/11 | CF Mounana               | Gabon      | Championnat National D1 | ?     | ?    |
| 2011/12 | CF Mounana               | Gabon      | Championnat National D1 | ?     | ?    |
| 2012/13 | CF Mounana               | Gabon      | Championnat National D1 | ?     | ?    |
| 2013/14 | CF Mounana               | Gabon      | Championnat National D1 | ?     | ?    |
| 2014/15 | Boavista FC              | Portugalia | Primeira Liga           | 9     | 0    |
| 2015/16 | Evian Thonon Gaillard FC | Francja    | Ligue 1                 | 29    | 0    |
| 2016/17 | Stade Lavallois          | Francja    | Ligue 2                 | 20    | 1    |
| 2017/18 | Ümraniyespor             | Turcja     | TFF 1. Lig              | 28    | 1    |
| 2018/19 | Ümraniyespor             | Turcja     | TFF 1. Lig              | 29    | 0    |
| 2019/20 | Sivasspor                | Turcja     | Süper Lig               | 34    | 0    |
| 2020/21 | Sivasspor                | Turcja     | Süper Lig               | 13    | 0    |
| 2021/22 | Sivasspor                | Turcja     | Süper Lig               | 4     | 0    |
| 2022/23 | Sivasspor                | Turcja     | Süper Lig               | 18    | 0    |
| 2023/24 | Sivasspor                | Turcja     | Süper Lig               | 31    | 1    |
| 2024/25 | Kocaelispor              | Turcja     | TFF 1. Lig              | 9     | 0    |

## Kariera reprezentacyjna
W reprezentacji Gabonu Appindangoyé zadebiutował 14 listopada 2012 w zremisowanym 2:2 towarzyskim meczu z Portugalią, rozegranym w Libreville, gdy w 40. minucie tego meczu zmienił Moïse Brou Apangę. W 2015 roku został powołany do kadry na Puchar Narodów Afryki 2015. Zagrał na nim w dwóch meczach: z Kongiem (0:1) i z Gwineą Równikową (0:2).